# Horst Beinlich
Horst Beinlich (* 28. Dezember 1947 in Oldenburg) ist ein deutscher Ägyptologe.

## Werdegang
Nach der Promotion zum Dr. phil. an der Universität Heidelberg 1974 und Habilitation 1983 an der Universität Würzburg wurde er 1986 Professor in Würzburg. Für 30 Jahre Arbeit am Buch vom Fayum wurde ihm 2015 der Pro Academia Prize der Round Table Foundation verliehen.